# 녹색 방
녹색 방(La Chambre Verte ,  The Green Room)은 프랑스에서 제작된 프랑소와 트뤼포 감독의 1978년 드라마 영화이다. 프랑수아 트뤼포 등이 주연으로 출연하였고 프랑수아 트뤼포 등이 제작에 참여하였다.

## 출연

### 주연
- 프랑수아 트뤼포
- 나탈리 베이
- 장 더스
- 앙투안 비테즈
- 애니 밀러
- 장-피에르 코후-스벨코
- 나단 밀러

## 제작진
- 미술: 장-피에르 코후-스벨코
- 의상: Christian Gasc